# Unión Cooperativa Obrera del Transporte

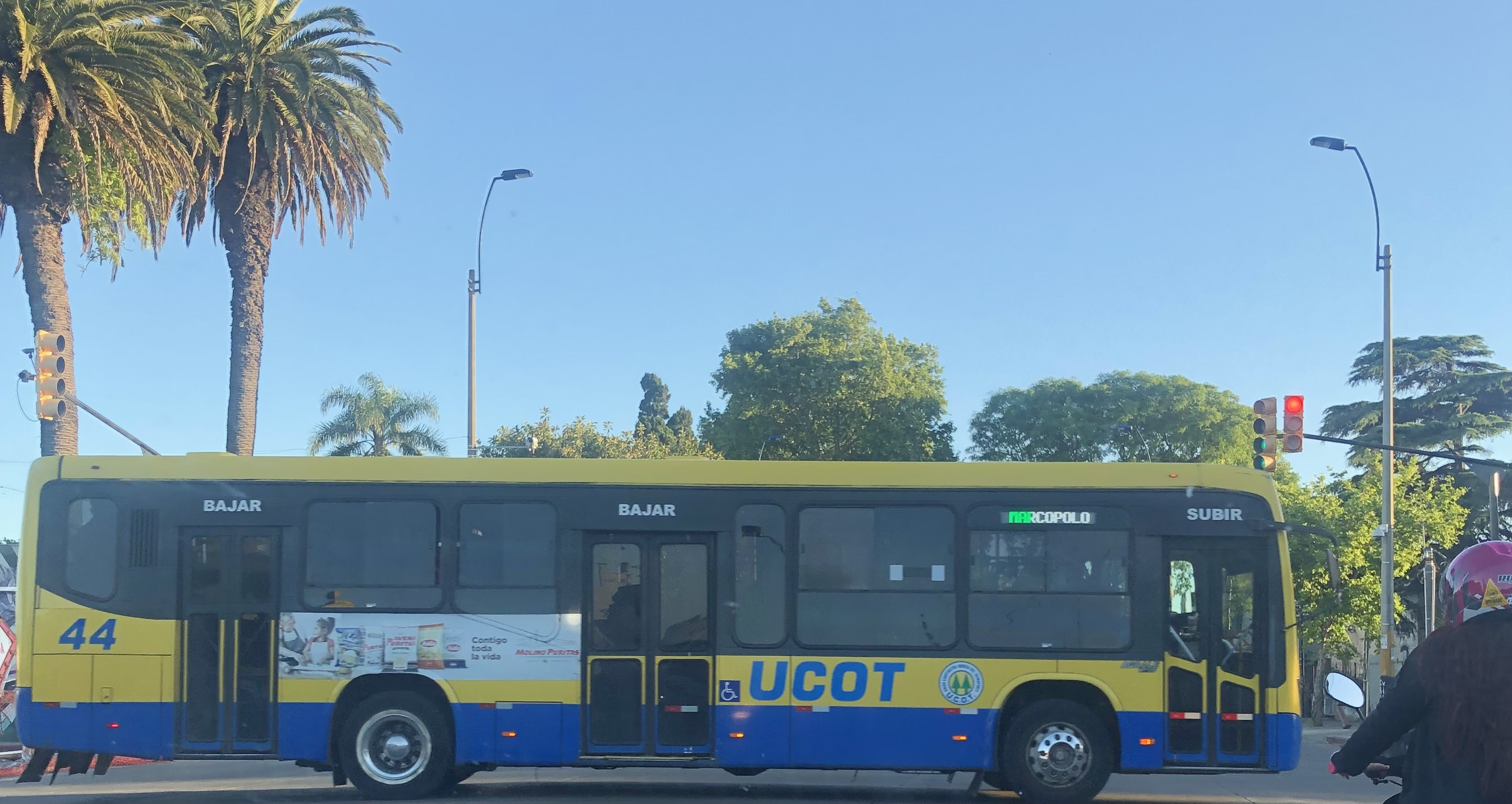
Ómnibus Marcopolo modelo Torino

La Unión Cooperativa Obrera del Transporte, conocida por sus siglas UCOT, es una cooperativa uruguaya de transporte de pasajeros creada el 26 de febrero de 1963, que presta sus servicios en la ciudad de Montevideo y su área metropolitana.

## Historia

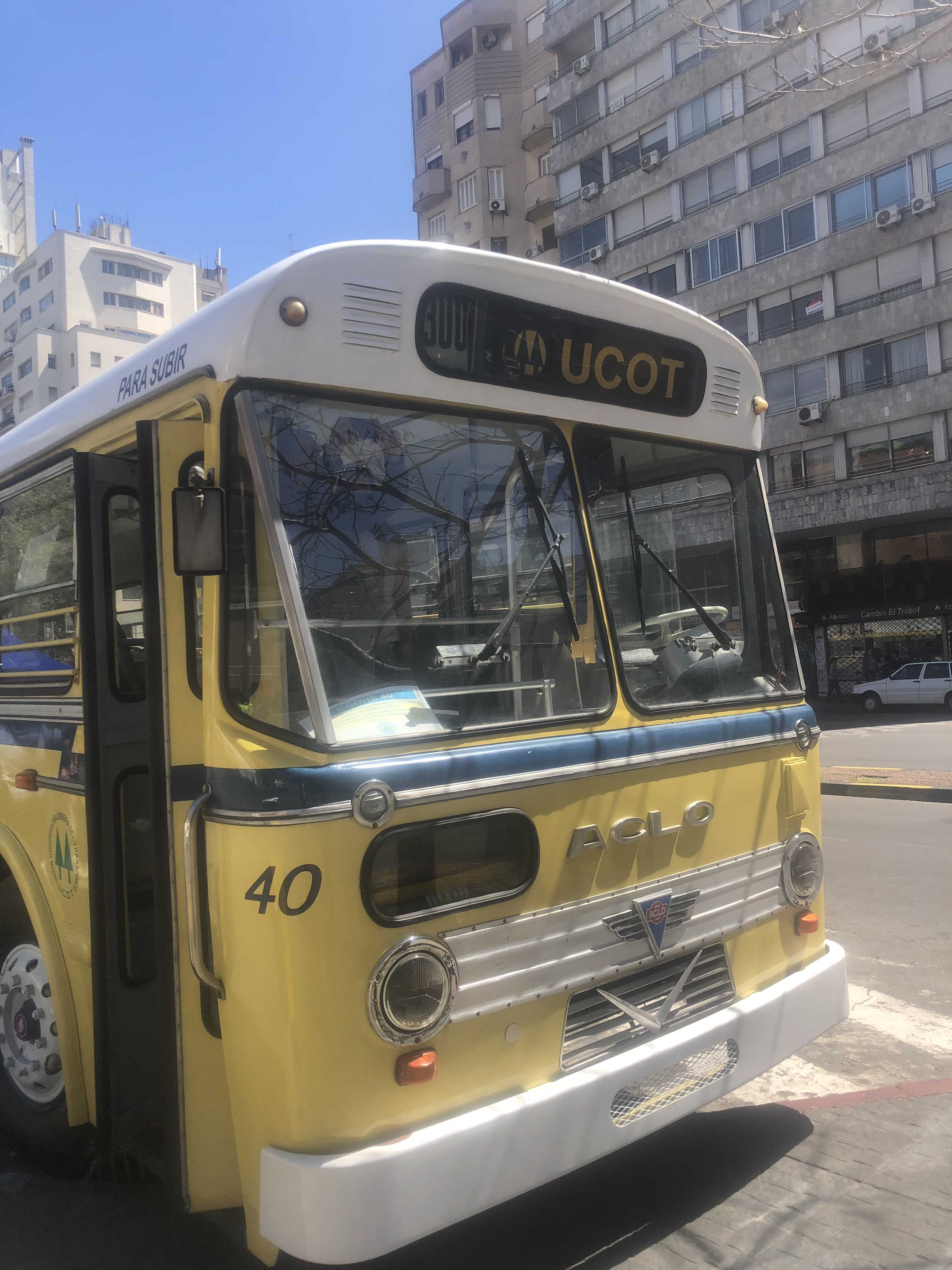
Ómnibus ACLO modelo Verheul durante el día del patrimonio

Su integración inicial fue de doscientos socios cooperativistas y unos pocos empleados, quienes comenzaron a funcionar con una flota de 50 ómnibus marca ACLO, para atender cuatro líneas urbanas; 300 - 306 - 329 - 330. En el transcurso del año 1975, con la disolución de la empresa de transporte municipal AMDET, la Cooperativa absorbe 362 trabajadores que los integra como socios, recibiendo a cambio 53 ómnibus marca Leyland y cuatro líneas para explotar de la empresa disuelta; 316 - 366 - 370 - 396. Años después la línea 366 dejó de funcionar.
En el año 1987 se realiza la segunda importación 0km desde sus inicios, tratándose de un único ómnibus del fabricante Marcopolo modelo Torino con chasis Mercedes-Benz OH-1517. Cabe agregar que entre 1985 y 1992 años las carrocerías de ómnibus se debían traer en kits para luego ser armados en el Uruguay.
Debido a diversos problemas que atravesaban el transporte urbano en general, la renovación de flota se veía prácticamente imposibilitada forzando a la cooperativa a hacer todo lo posible por preservar su parque automotor incluyendo re-motorizaciones con motores Mercedes-Benz de algunos coches y la fabricación propia de repuestos para sus carrocerías, algo agravado por las fusiones, nacionalización, re-privatización y diversas crisis comerciales atravesadas por los fabricantes Leyland y ACLO que habían detenido la producción de repuestos originales para los coches de la cooperativa.

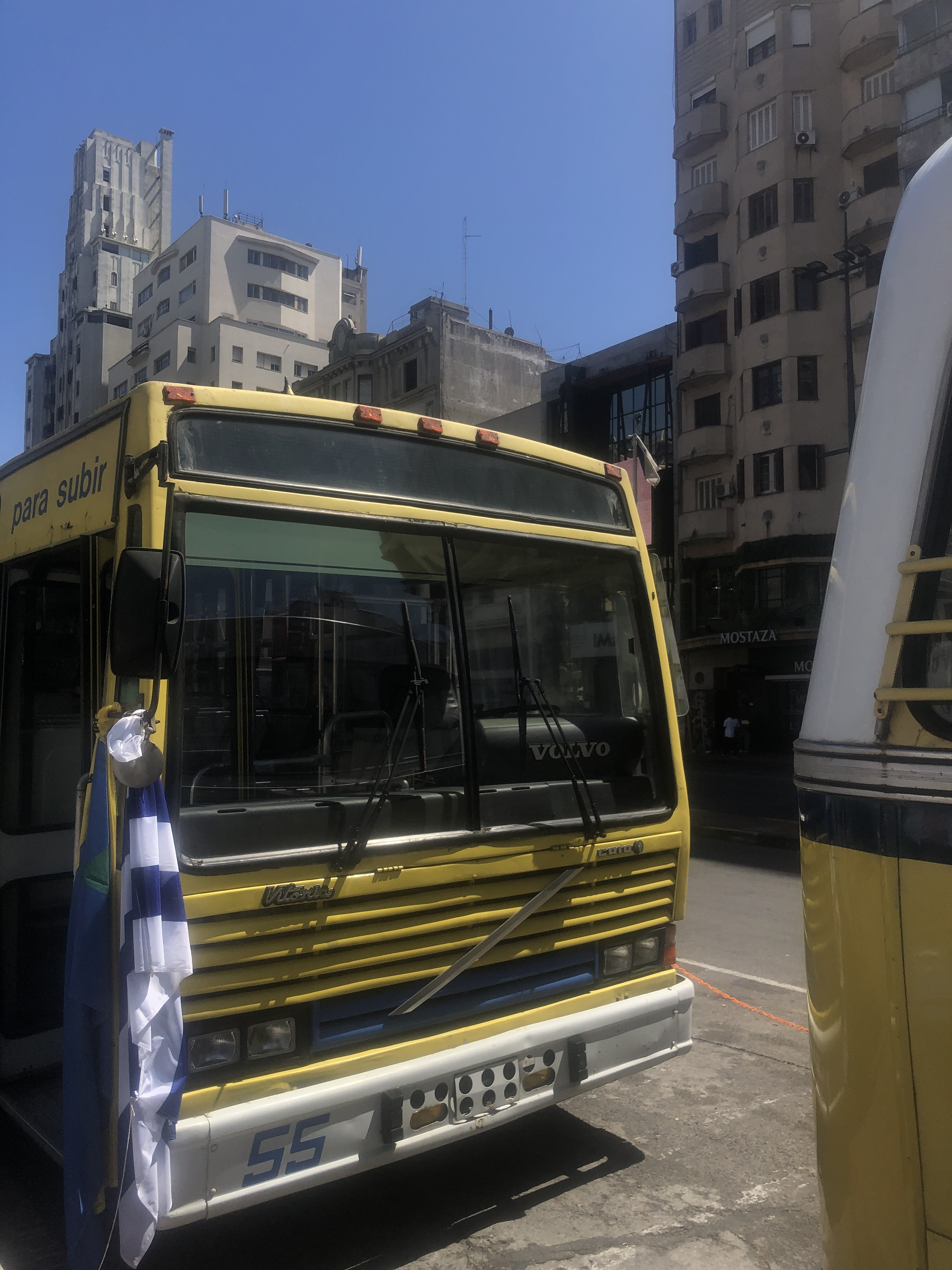
Ómnibus CAIO Vitória durante el día del patrimonio

A pesar de ello, para 1990, ingresaron a la empresa las primeras unidades de la década, las mismas de marca Zanello modelo Eivar. Estas eran de origen argentino, más precisamente de Córdoba. En total fueron 13 unidades sobre chasis Zanello UN 960 con motor W-56T de 168cv con caja de cambios OHL 51S 5 M-SINCR con suspensión neumática. Estas unidades no dieron el resultado esperado (con anécdotas informales de socios cooperativos remarcando que era imposible completar un jornal sin que una sola pieza se rompiese) por lo que entre 1992 y 1994 estás unidades fueron renovadas.
De 1992 a 1995 se procesó el sistema de renovación de flotas, programa impulsado por el gobierno departamental y gobierno nacional, por lo cual a partir de esa fecha la empresa quedó integrada totalmente por 117 ómnibus de la marca CAIO modelo Vitoria, carrozados sobre Volvo B58E con caja automática Allison MT643, más cinco vehículos que componen la flota auxiliar.
En el transcurso del año 2002 se realiza otra importación, en este caso se trata de 48 ómnibus marca Busscar modelo Urbanuss Pluss, también sobre Volvo pero sobre el chasis B7R con caja automática Allison electrónica, siendo los primeros ómnibus urbanos con calefacción. Los mismos fueron renovando así a algunos de los CAIO traídos en 1992, de los cuales unos fueron vendidos a Cutcsa, otros a Raincoop y el resto a empresas del interior del país.
En 2006 también se importaron 6 nuevas unidades Marcopolo modelo Senior 2005 sobre Agrale MT9.2TCA con caja automática Allison LCT2100 para las líneas D2 y L13 de Montevideo y otros servicios de bajo pasaje.
Para enero de 2007 la Cooperativa ya estaba integrada por 534 socios cooperarios y veintiocho empleados, los cuales eran los responsables de brindar el servicio de ocho líneas urbanas regulares, 300 - 306 - 316 - 328 - 329 - 330 - 370 - 396, más la línea Diferencial D2 -compartida con Cutcsa- y la línea Local L13.

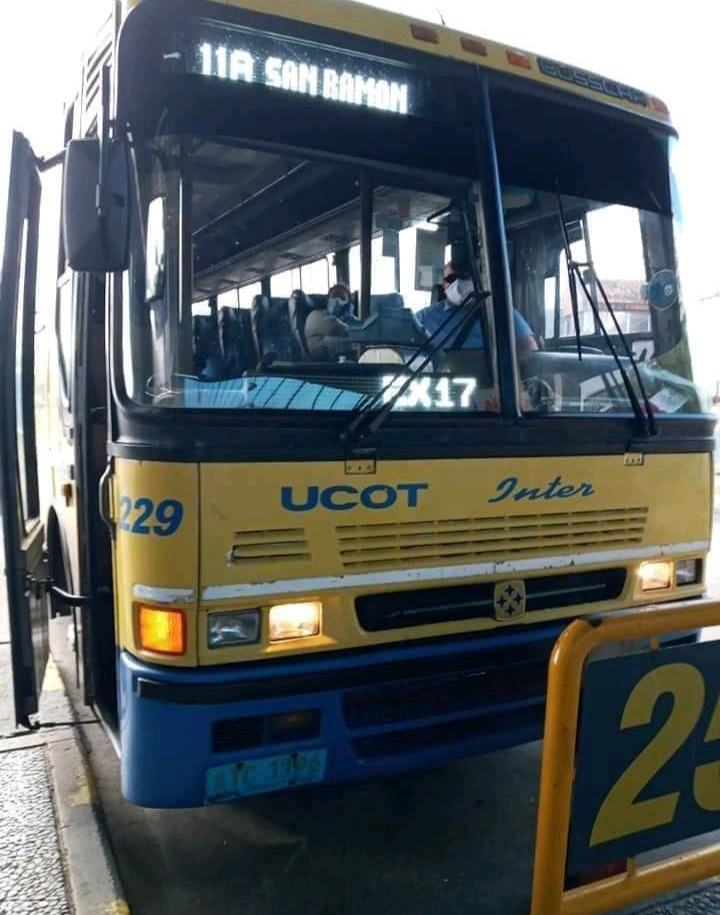
Ómnibus Busscar modelo El Buss (adquirido tras la fusión con la cooperativa CUTU)

A partir del 1° de febrero de 2007 se concreta la fusión de UCOT con la Cooperativa CUTU para absorber a la misma y pasar a partir de ese momento a contar con 627 socios y 159 unidades. Asimismo se incorpora al sistema de líneas por primera vez la línea 11A, multiramal y de carácter suburbano, más 3 líneas locales canarias (departamentales) y una flota compuesta por 30 buses:
- 8 Marcopolo Viaggio G4 800 Mercedes-Benz OF-1318
- 7 Busscar Urbanuss Intercity Mercedes-Benz OF-1318
- 10 Busscar ElBuss 340 de primera generación Mercedes-Benz OF-1318
- 3 Busscar ElBuss 320 de segunda generación Mercedes-Benz OF-1318
- 2 Busscar ElBuss 340 de segunda generación Mercedes-Benz OH-1620

Todo esto permitió incorporar los servicios que realizaba la ex CUTU a los departamentos de Canelones y Florida (Chamizo por Ruta 7), lo cual dio paso a la creación de UCOT inter como una división de esta cooperativa.
Entre los años 2007 y 2008, en el departamento de Montevideo, inició la circulación de la tarjeta STM como parte de la implementación del proyecto homónimo (Sistema de Transporte Metropolitano), por lo que esta cooperativa, en conjunto con el resto de la alianza TUPCI (Transportistas Unidos de Pasajeros, Capitel e Interior) optaron por la expendedora de la marca Masisconvi ETC-500 importada por Melbilan S.A. previamente adoptada por la empresa sub-urbana COPSA. Es así que la tarjeta STM unificó y reemplazó los antiguos sistemas de abonos y boleteras de papel que eran separados para TUPCI y para CUTCSA.
Poco después, fueron incorporadas 9 unidades cero kilómetro del fabricante Comil modelo Campione Vision 3.25 sobre Volvo B7R electrónico con transmisión manual, designadas a las líneas suburbanas y una de ellas fijada en la recientemente creada Línea DM1 (Punta Carretas-Zonamerica) compartida con las otras empresas urbanas de Montevideo y con COPSA. Pocos meses después se incorporó una nueva unidad, también de carrocería Comil pero del modelo Versátile sobre Agrale MT 15.0, siendo esta la unidad fijada en la línea diferencial metropolitana.
Entre los años 2011 y 2013 se incorporaron más unidades nuevas, entre ellas, las primeras unidades con accesibilidad universal con base en dos normativas implementadas en dichos años por la comuna y la división de transporte de Montevideo, dando inicio a un cambio positivo en UCOT. En 2011 las primeras unidades fueron 2 Marcopolo Gran Viale Low Entry sobre Scania K-270UB LE 4x2 con caja automática Voith Diwa 864.5 (siendo cambiadas al poco tiempo por ZF 6HP Ecomat). Poco después se incorpora otro Comil Versátile sobre Agrale MT 15.0 idéntico al traído en 2008 para las líneas suburbanas. Y en 2013 se incorporan 20 Comil Svelto Low Entry sobre Agrale MT15.0LE con caja automática Allison T270R para las líneas urbanas.
En 2015, continuando con el proceso de incorporación de unidades con accesibilidad, se incorporan 33 Comil Svelto BRS sobre Agrale MT17.0 con caja automática Allison T270R y con accesibilidad mediante elevador hidráulico. Estas unidades vinieron con 2 y 3 puertas, es decir, para los servicios conductor-cobrador en el caso de las primeras y de aquellos servicios con conductor y cobrador independiente (conocido como "guarda") en las restantes.
En el año 2016, debido a la quiebra y cierre de la ex cooperativas Raincoop, a UCOT se le otorgan las líneas urbanas 17, 71, 79, más la línea local L12 y la línea suburbana 221. También fueron incorporadas 31 unidades:
- 25 Caio Foz Super Agrale MT15SB Allison T270R
- 2 Marcopolo Gran Viale Low Entry Agrale MT12LE Allison LCT2100
- 4 Marcopolo Allegro 1999 Volvo B7R con transmisión manual (cambiadas a ZF 6HP Ecomat poco después en 3 de ellos)

En el año 2017, se realizó la reparación de una unidad la cual compraron en condición de usado a la empresa COMESA con el número 238 -quien originalmente se la compró a la empresa CITA, con el número 109-, la cual había sufrido previamente un choque en su parte frontal y estaba fuera de servicio durante 6 meses (aprox.) hasta ser comprada por UCOT. Dicha unidad fue reparada y recuperada con éxito, para salir al servicio luciendo el esquema característico de pintura de UCOT Inter prestando servicios urbanos departamentales en Canelones, con el número 234. Dicha unidad también realizó un servicio suburbano ¨de prueba¨ en la línea 221; También se importarón 5 unidades Mascarello Roma R4 Agrale MT17SB con caja Allison T270R.
En el año 2019, poco más de 30 años después, UCOT vuelve a importar de la marca Marcopolo y del modelo Torino, tal como lo importó históricamente en 1987, pero en este caso se trata de 20 unidades Low Entry sobre Agrale MT17.0LE con caja automática Allison T270R para el sector urbano.También incorporó 7 unidades Mascarello Gran Via IV sobre Agrale MT17.0SB con caja Allison T270R para el sector suburbano.
Al año siguiente, en 2020 se presentaron en conjunto con las demás empresas de transporte que operan en Montevideo sus nuevas 3 unidades marca Yutong, modelo E12LF Eléctrico (ZK6128BEVG), presentación que se celebró en Plaza Independencia, con la participación del presidente de la República Luis Lacalle Pou y el presidente de la cámara del transporte Juan Salgado.

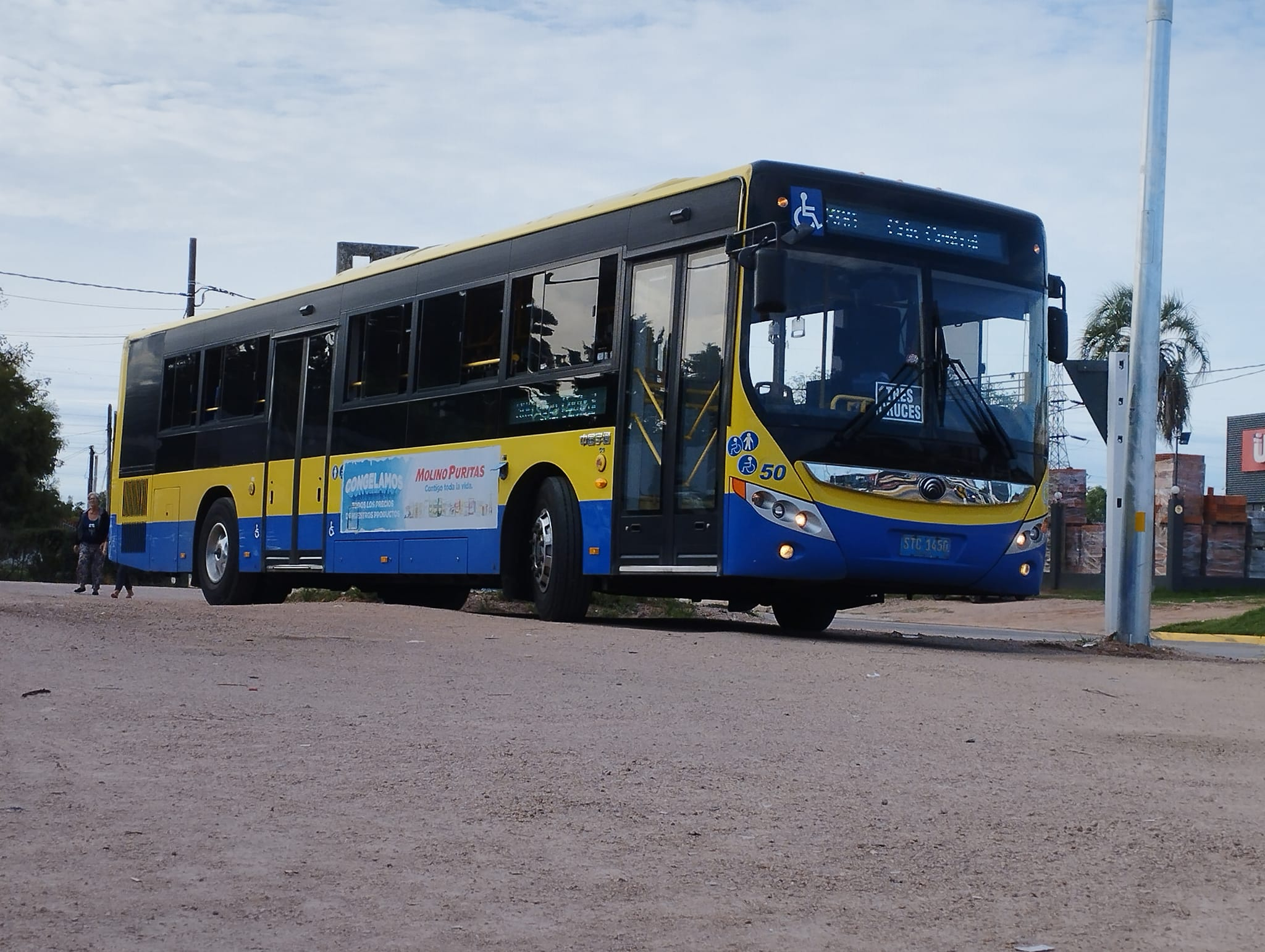
Ómnibus Yutong Híbrido

Y un año después, se realizó otra importación y presentación del modelo híbrido, por primera vez en UCOT. Asimismo, su cooperativa hermana COETC, también importó ómnibus como estos, al igual que la compañía COMESA. totalizando 25 unidades para las 3 empresas dentro de dicha compra. Cabe agregar que en 2022 ha importado otras 7 unidades del mismo modelo pero con configuración suburbana, contando una de ellas con accesibilidad y al siguiente año importó otras 10 unidades para el sector urbano. En el mismo año se firmó en asamblea la compra de 10 unidades del nuevo modelo europeo 100% eléctrico E12 Pro (ZK6126BEVG), llegando las mismas en el primer trimestre de 2024.

Entre los años 2021 y 2023 se incorporan las líneas XA1 (el 22/2/2021) y XA2 (el 7/11/2023), líneas locales (departamentales) del departamento de Canelones, compartidas con la compañía Copsa y también la línea suburbana 8SR (el 6/3/2023), la cual parte desde Montevideo hasta San Ramón en Canelones, pasando por la avenida 8 de octubre.

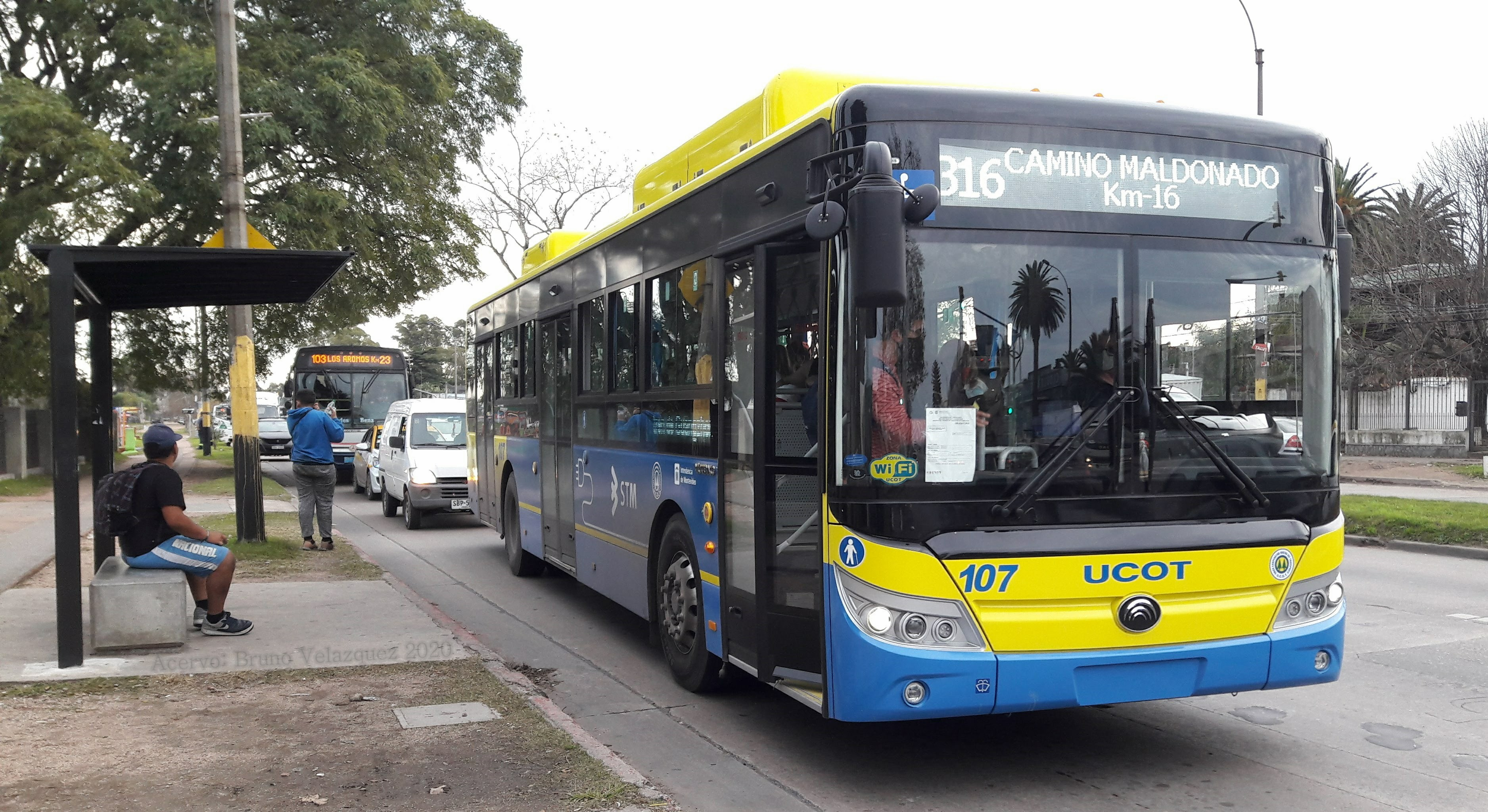
Ómnibus Yutong Eléctrico

## Actualidad
Hoy en día UCOT es propietaria de todos sus bienes inmuebles, donde funciona su central de servicios, que incluye su taller propio, construido en el año 1994, sumándose además (luego de la fusión CUTU) talleres en las ciudades de Sauce y San Ramón. Asimismo, alquila el terreno de la ex cooperativa Raincoop, ubicado al frente de sus talleres. Pero años después, precisamente en el último trimestre de 2023, UCOT aprueba en asamblea su más importante compra, un terreno con edificaciones y galpones en las inmediaciones de Parque Guaraní (Maroñas), por lo que en 2024 inicia su lento proceso de mudanza.
También posee en propiedad un Hogar de Vacaciones en el barrio Pinar, donde todos los integrantes de la Cooperativa y sus respectivas familias desarrollan actividades sociales y de esparcimiento.
Asimismo tiene en su flota el porcentaje más alto de ómnibus accesibles (accesibilidad piso bajo y elevador) para personas con capacidades diferentes.

## Servicios

#### Urbanos de Montevideo
| - 17 - 71 - 79 - 300 - 306 | - 316 - 328 - 329 - 330 - 370 | - 396 - CE1 - L12 - L13 - L31 | - L32 - L33 - PB |

#### UcotInter
Desde el año 2007 UCOT inter es una división de esta cooperativa, la cual se encarga de operar las líneas suburbanas y también la operación de líneas urbanas del departamento de Canelones.
| - 11A - 221 - 8SR - DM1 - LM12 - LM13 | - U11C - U11S - U11T - XA1 - XA2 |

## Flota

### Importados cero kilómetro
| \| Marca y modelo \| Chasis + Descripción \| Actividad \| Cantidad \| \| ----------------------------------- \| ------------------------------------------------------ \| ------------- \| -------- \| \| ACLO Mark VI \| ACLO / Carrocerías VEREHUL \| 1962-1994 \| 50 \| \| Marcopolo Torino 1983 \| Mercedes Benz OH-1517 \| 1987-1992 \| 1 \| \| Zanello Eivar \| Zanello UN-90 \| 1990-1994 \| 12 \| \| Caio Vitoria \| Volvo B58E \| 1992-2023 \| 117 \| \| Busscar Urbanuss Pluss \| Volvo B7R \| 2001-presente \| 48 \| \| Marcopolo Senior 2007 \| Agrale MA 9.2 \| 2006-presente \| 6 \| \| Marcopolo Gran Viale \| Scania K-270 UB \| 2011-presente \| 2 \| \| Comil Svelto 2012 \| Agrale MT 15.0 LE / Con accesibilidad universal \| 2013-presente \| 20 \| \| Comil Svelto BRS \| Agrale MT 17.0 / Con accesibilidad (elevador Ortobras) \| 2015-presente \| 33 \| \| Marcopolo Torino 2014 \| Agrale MT 17.0 LE / Con accesibilidad universal \| 2019-presente \| 20 \| \| Yutong ZK6125CHEVG Híbrido \| Accesibilidad universal \| 2021-presente \| 20 \| \| Yutong E12LF (ZK6128BEVG) Eléctrico \| Accesibilidad universal \| 2020-presente \| 3 \| |                                                        |               |          |
| Marca y modelo | Chasis + Descripción                                   | Actividad     | Cantidad |
| ACLO Mark VI | ACLO / Carrocerías VEREHUL                             | 1962-1994     | 50       |
| Marcopolo Torino 1983 | Mercedes Benz OH-1517                                  | 1987-1992     | 1        |
| Zanello Eivar | Zanello UN-90                                          | 1990-1994     | 12       |
| Caio Vitoria | Volvo B58E                                             | 1992-2023     | 117      |
| Busscar Urbanuss Pluss | Volvo B7R                                              | 2001-presente | 48       |
| Marcopolo Senior 2007 | Agrale MA 9.2                                          | 2006-presente | 6        |
| Marcopolo Gran Viale | Scania K-270 UB                                        | 2011-presente | 2        |
| Comil Svelto 2012 | Agrale MT 15.0 LE / Con accesibilidad universal        | 2013-presente | 20       |
| Comil Svelto BRS | Agrale MT 17.0 / Con accesibilidad (elevador Ortobras) | 2015-presente | 33       |
| Marcopolo Torino 2014 | Agrale MT 17.0 LE / Con accesibilidad universal        | 2019-presente | 20       |
| Yutong ZK6125CHEVG Híbrido | Accesibilidad universal                                | 2021-presente | 20       |
| Yutong E12LF (ZK6128BEVG) Eléctrico | Accesibilidad universal                                | 2020-presente | 3        |

| \| Marca y modelo \| Chasis + Descripción \| Actividad \| Cantidas \| \| ------------------------------- \| ---------------------------------------- \| ------------- \| -------- \| \| Comil Campione Vision 3.25 2008 \| Volvo B7R \| 2008-presente \| 9 \| \| Comil Versatile \| Agrale MT 15.0 \| 2009-presente \| 2 \| \| Mascarello Roma R4 \| Agrale MT 17.0 \| 2017-presente \| 5 \| \| Mascarello Gran Via IV \| Agrale MT 17.0 \| 2019-presente \| 5 \| \| Yutong ZK6125CHEVGD Híbrido \| Accesibilidad universal (solo coche 268) \| 2022-presente \| 7 \| |                                          |               |          |
| Marca y modelo | Chasis + Descripción                     | Actividad     | Cantidas |
| Comil Campione Vision 3.25 2008 | Volvo B7R                                | 2008-presente | 9        |
| Comil Versatile | Agrale MT 15.0                           | 2009-presente | 2        |
| Mascarello Roma R4 | Agrale MT 17.0                           | 2017-presente | 5        |
| Mascarello Gran Via IV | Agrale MT 17.0                           | 2019-presente | 5        |
| Yutong ZK6125CHEVGD Híbrido | Accesibilidad universal (solo coche 268) | 2022-presente | 7        |

### Importados usados
| \| Marca, modelo y chasis \| Sector \| N° de unidades \| Actividad \| Adquirido de \| \| ----------------------------------------------- \| --------- \| -------------- \| ------------- \| -------------------------------------- \| \| Leyland Worldmaster \| Urbano \| 53 \| 1977-1992 \| Administración Municipal de Transporte \| \| Marcopolo Viaggio G4 800 Mercedes-Benz OF-1318 \| Suburbano \| 8 \| 2007-2008 \| CUTU \| \| Busscar Urbauss Intercity Mercedes-Benz OF-1318 \| Suburbano \| 7 \| 2007-presente \| CUTU \| \| Busscar El Buss 340 Mercedes-Benz OF-1318 \| Suburbano \| 10 \| 2007-presente \| CUTU \| \| Busscar El Buss 320 Mercedes-Benz OF-1318 \| Suburbano \| 3 \| 2007-presente \| CUTU \| \| Busscar El Buss 340 Mercedes-Benz OH-1620 \| Suburbano \| 2 \| 2007-2011 \| CUTU \| \| Caio Indusscar Foz Súper I Agrale MT 12.0 \| Urbano \| 25 \| 2016-presente \| Rápido Internacional Cooperativo \| \| Marcopolo Allegro 1999 Volvo B7R \| Suburbano \| 4 \| 2017-presente \| Rápido Internacional Cooperativo \| \| Marcopolo Gran Viale Agrale MT 12.0 LE \| Urbano \| 2 \| 2019-presente \| Rápido Internacional Cooperativo \| \| Busscar El Buss 320 Mercedes Benz OF-1318 \| Suburbano \| 1 \| 2017-presente \| CITA \| |           |                |               |                                        |
| Marca, modelo y chasis | Sector    | N° de unidades | Actividad     | Adquirido de                           |
| Leyland Worldmaster | Urbano    | 53             | 1977-1992     | Administración Municipal de Transporte |
| Marcopolo Viaggio G4 800 Mercedes-Benz OF-1318 | Suburbano | 8              | 2007-2008     | CUTU                                   |
| Busscar Urbauss Intercity Mercedes-Benz OF-1318 | Suburbano | 7              | 2007-presente | CUTU                                   |
| Busscar El Buss 340 Mercedes-Benz OF-1318 | Suburbano | 10             | 2007-presente | CUTU                                   |
| Busscar El Buss 320 Mercedes-Benz OF-1318 | Suburbano | 3              | 2007-presente | CUTU                                   |
| Busscar El Buss 340 Mercedes-Benz OH-1620 | Suburbano | 2              | 2007-2011     | CUTU                                   |
| Caio Indusscar Foz Súper I Agrale MT 12.0 | Urbano    | 25             | 2016-presente | Rápido Internacional Cooperativo       |
| Marcopolo Allegro 1999 Volvo B7R | Suburbano | 4              | 2017-presente | Rápido Internacional Cooperativo       |
| Marcopolo Gran Viale Agrale MT 12.0 LE | Urbano    | 2              | 2019-presente | Rápido Internacional Cooperativo       |
| Busscar El Buss 320 Mercedes Benz OF-1318 | Suburbano | 1              | 2017-presente | CITA                                   |